# Фейсал аш-Шаабі
Фейсал Абд аль-Латіф аш-Шаабі (араб. فيصل عبد الطيف الشعبي; 1935 — 2 квітня 1970) — єменський військовик і політичний діяч, перший прем'єр-міністр Південного Ємену.

## Життєпис
Народився 1935 року у селі Шааб, султанат Лахежд у родині шейха Абд аль-Латіфа аш-Шаабі.
Після страти батька Фейсала узяв на виховання його дядько, шейх Мухаммед Абд аль-Каві. Останній влаштував племінника до елітарної школи «Iron Mountain», де навчались діти високопоставлених осіб колоніальної адміністрації й арабських султанів. Після її закінчення Фейсал продовжив освіту та переїхав до Єгипту. Під час навчання виявив гарні здібності, тому було прийнято рішення відрядити його до Каїра. Там він вступив до університету «Айн-Шамс» на факультет економіки та комерції.
Під час перебування в Каїрі під впливом Липневої революції почали формуватись його політичні погляди. Вже 1956 року, повернувшись на канікули, Фейсал заснував в Адені політичну ланку, до якої залучив і свого родича Кахтана аш-Шаабі. Останній, одружений з сестрою Фейсала, був на 15 років за нього старший та займав високий пост у султанаті, але все ж потрапив під вплив юнака, якому лишень виповнилось 21.
Восени того ж року під час Суецької кризи Фейсал виявив бажання воювати з англо-французьким десантом і добровольцем вступив до студентських бригад. Молодий студент долучився до напівлегального Руху арабських націоналістів, створеного у Бейруті на початку 1950-их років палестинськими студентами. За рішенням керівників Руху Фейсал поїхав до Дамаска, де пройшов навчання на спеціальних курсах, і йому було поставлено завдання використати свої щорічні канікули, щоб створити у Південному Ємені філію Руху.
Влітку 1959 року в Адені були організовані відділення Руху арабських націоналістів. Фейсал і його друзі почали агітацію у двох створених англійцями педагогічних коледжах. Мережа відділень швидко збільшувалась, оскільки колоніальна та місцева влада не вбачала нічого підозрілого у спілкуванні вчителів з учнями. У жовтні 1959 року від імені Руху арабських націоналістів було видано брошуру «Союз еміратів як імітація арабської єдності» (араб. إتحاد الإمارات المزيف مؤامرة على الوحدة العربية), що вважається «першою ластівкою» початку збройної боротьби за визволення Півдня.
На початку 1960-их років Фейсал Абд аль-Латіф відповідав за діяльність усієї південноєменської філії Руху. Він продовжував орієнтуватись на загальноарабське керівництво Руху у Бейруті, яке вважало несвоєчасним початок одностороннього збройного руху в Адені та пропонувало прийти до союзу з іншими опозиційними арабськими силами. У той час Фейсал завершив навчання у Каїрі, здобув ступінь бакалавра та повернувся на батьківщину. Він улаштувався на роботу до міністерства торгівлі, де працював упродовж п'яти місяців, але потім, коли політична ситуація змінилась, перейшов на нелегальне становище з метою організації підготовки до збройної боротьби за незалежність.
У січні 1962 року колишні непримиренні суперники — відділення Руху арабських націоналістів і Партії арабського соціалістичного відродження — спільно з Конгресом робітничих профспілок Адена виступили з ініціативою створення єдиного Національного фронту. За рік, у липні 1963, Рух узяв на себе створення Національного фронту визволення окупованого Півдня Ємену, до якого увійшли 7 опозиційних організацій, а у серпні того ж року було сформовано керівництво нової організації, до складу якого увійшов і Фейсал Абд аль-Латіф. Фронт ставив собі за мету звільнення Південного Ємену, об'єднання з Єгиптом в одну державу й досягнення арабської єдності.
30 січня 1966 року у складі делегації Кахтана аш-Шаабі вирушив до Єгипту, щоб повідомити Насеру про свою позицію щодо створення нової організації з визволення Південного Ємену. Натомість Фейсал Абд аль-Латіф та один з військових лідерів Фронту були фактично заарештовані єгипетською владою. Фейсал провів під арештом у Каїрі 9 місяців, але у жовтні за посередництва Руху арабських націоналістів йому вдалось виїхати для лікування та зустрічі з родиною до Бейрута, а там зник. Невдовзі він опинився в ефіопській Асмарі, а звідти 21 листопада прибув у Таїз, звідки поїхав до невідомого північноєменського села Хамр. Саме там 29 листопада 1966 року розпочався III з'зд Національного фронту визволення окупованого Півдня Ємену, на якому Фейсал мав головувати.
Фейсал став одним з головних організаторів захоплення 20 червня 1967 року аденського району Кратер, що його утримували упродовж 15 днів повсталі частини армії Федерації Південної Аравії. 26 серпня того ж року керував операціями з повалення султана Хаушабі та підняв прапор Національного фронту над столицею султанату Ель-Мусейміром. Утім, невдовзі Фейсала Абд аль-Латіфа аш-Шаабі й Ахмада аль-Бейші захопив загін Мухаммеда Гейдара аль-Марабі та переправив їх у Таїз. Звідти вони були депортовані єгипетською розвідкою до Каїра.
Був звільнений після того, як на перемовинах у Каїрі фронти досягли згоди щодо припинення вогню та обміну заручниками. Увійшов до складу південноєменської делегації, яка 22 листопада 1967 року почала у Женеві перемовини про умови надання країні незалежності. 29 листопада, після досягнення згоди з Великою Британією, члени делегації вилетіли в Аден через Бейрут і Асмару й увечері наступного дня в Адені була проголошена незалежна Народна Республіка Південного Ємену.
У першому національному уряді Південного Ємену Фейсал Абд аль-Латіф аш-Шаабі отримав пост міністра економіки, торгівлі та планування. Він зосередив зусилля на розвитку національного капіталу, залученні іноземних інвестицій та коштів закордонної єменської діаспори. Він пропонував спиратись на розвиток основних галузей економіки — сільського господарства та рибальства з використанням прибутків від продажу нафти і корисних копалин. При цьому він наполягав на плануванні й координації економічних заходів, створені єдиної нормативно-правової бази. Така позиція призвела до конфлікту з марксистами з лівого крила Фронту, ідеї яких Фейсал називав дитячими, руйнівними й такими, що не мають нічого спільного з реальністю. Той конфлікт і розкол у Національному фронті призвів до того, що Фейсал Абд аль-Латіф подав у відставку. Утім, її не прийняли, а проблему вдалось розв'язати лише тоді, коли пост міністра економіки, торгівлі та планування зайняв Абдель Малік Ісмаїл, а Фейсалу запропонували зосередитись на роботі в Генеральному керівництві Фронту. На початку 1969 року він був призначений на посаду міністра закордонних справ. У той період аш-Шаабі видав низку брошур, присвячених історії боротьби за визволення.
У квітні 1969 року відбулось розділення постів президента і глави уряду. 6 квітня започатковану посаду прем'єр-міністра зайняв Фейсал Абд аль-Латіф аш-Шаабі. У політичних питаннях він залишався прибічником «керованої революції», національної єдності, залучення до управління країною та до громадської діяльності всіх шарів населення, незалежно від класової приналежності й політичних поглядів, включаючи й жінок. Фейсал вважав, що політичні суперечки мають вирішуватись шляхом діалогів, а не ставати причиною антиурядових змов. Він висунув п'ять принципів побудови незалежного Ємену: єдність, стратегія націоналізму та арабська єдність, створення єдиної політичної організації, створення ефективної національної армії, чітке визначення цілей і завдань на майбутнє та політичні реформи.
У травні 1969 року під час візиту Кахтана до Корейської Народно-Демократичної Республіки Фейсал зайняв пост віце-президента та виконуючого обов'язки президента, що зміцнило його позиції. Це дратувало ліве крило, яке все ще вимагало виконання рішень IV з'їзду Національного фронту в Зангібарі (березень 1968) щодо використання «досвіду світових соціалістичних режимів».
Після повернення президента Кахтана з Сирії він без консультацій звільнив міністра внутрішніх справ. Генеральне керівництво фронту зібралось на надзвичайну сесію, засудило рішення президента та перейшло під контроль лівих, які виступили проти правого крила. Конфлікт завершився катастрофою як для президента Кахтана аш-Шаабі, так і для прем'єр-міністра Фейсала аш-Шаабі: 22 червня 1969 року вони були усунуті від займаних посад та відправлені під домашній арешт.
Наприкінці листопада 1969 року сесія Генерального керівництва Національного фронту виключила з організації колишніх лідерів правого крыла — усунутого президента Кахтана аш-Шаабі, Фейсала Абд аль-Латіфа аш-Шаабі та ще 19 осіб. Вони залишались під домашнім арештом, і подальша доля повалених лідерів країни була непевною. Президент Єгипту Ґамаль Абдель Насер пропонував новій владі звільнити Фейсала й обіцяв йому політичний притулок у Каїрі. Занепокоєний долею колишнього партизанського командира голова Революційної ради Алжиру полковник Хуарі Бумедьєн й емір Кувейту Сабах III також намагались домогтись його звільнення. Але їхні зусилля виявились марними.
28 березня 1970 року Фейсала перевели до аденської в'язниці «Аль-Фатах аль-Рахіб», а його майно було конфісковано. До сусідньої камери посадили Кахтана аш-Шаабі. Упродовж шести днів Фейсал зазнавав жорстоких тортур, поки керівництво Південного Ємену не вирішило його долю.
Фейсал Абд аль-Латіф аш-Шаабі був розстріляний вночі на 2 квітня 1970 року в Адені у в'язниці. Місце його поховання дотепер невідоме. Дочка Фейсала, відома єменська правозахисниця Алія Фейсал Латіф аш-Шаабі вимагала у влади знайти могилу батька. У травні 2013 року начальник політичної поліції Ємену генерал-майор Галеб Каміш запросив її до себе в кабінет та у присутності свого заступника Алі Мансура Рашида дав переглянути справу батька, втім Алія не знайшла у ній жодної інформації про страту й поховання Фейсала.
Про лідера національно-визвольної боротьби та першого прем'єр-міністра Південного Ємену не згадували навіть після об'єднання двох країн 1990 року. Лише 1998 президент Алі Абдалла Салех заявив у своїй промові в Адені, що Кахтан аш-Шаабі та Фейсал Абд аль-Латіф аш-Шаабі заслуговують на перегляд ставлення до них і визнання їх видатних заслуг у справі визволення Півдня. 2011 року під час революції, що привела до відставки самого Салеха, студенти університету Сани проголосили Фейсала одним з вождів Жовтневої революції 1963 року. У сучасному Ємені його шанують, як мученика (шахіда), національного героя та борця за незалежність країни.